# Сеута
Сеу́та (исп. Ceuta [ˈθeu̯ta]; араб. سَبْتَة‎ [ˈsebta]; бербер. ⵙⴰⴱⵜⴰ [ˈsebta]) — автономный город Испании, находящийся на северном побережье Африки, прямо напротив Гибралтара. Оспаривается Марокко.
Площадь — 18,5 км², население — 84 263 чел. (2015).
От Марокко полуанклав отделяет пограничная Сеутская стена.

## Символика
- Гимн Сеуты
- Герб Сеуты
- Флаг Сеуты

## География
- Расположение: 35º 55' — 35º 32' северной широты и 01º 35' — 01º 41' восточной долготы
- Площадь: 18,5 км²

В восточной части расположен полуостров Альмина с горой Ачо. На перешейке расположены порт, собор и часть Королевских стен. На северо-западе расположено поселение Бенсу, бывшая рыбацкая деревня.

### Климат
Климат субтропический, средиземноморский с сухим летом и сравнительно влажной зимой.
| Показатель                    | Янв. | Фев. | Март | Апр. | Май  | Июнь | Июль | Авг. | Сен. | Окт. | Нояб. | Дек. | Год  |
| ----------------------------- | ---- | ---- | ---- | ---- | ---- | ---- | ---- | ---- | ---- | ---- | ----- | ---- | ---- |
| Средний суточный максимум, °C | 16,3 | 16,7 | 17,9 | 19,3 | 21,6 | 24,5 | 27,0 | 27,5 | 25,7 | 22,7 | 19,7  | 17,1 | 21,3 |
| Средняя температура, °C       | 12,2 | 12,4 | 13,8 | 15,2 | 17,2 | 20,0 | 22,3 | 22,8 | 22,1 | 18,5 | 15,4  | 13,1 | 17,0 |
| Средний суточный минимум, °C  | 8,1  | 8,1  | 9,8  | 11,1 | 12,8 | 15,6 | 17,6 | 18,2 | 16,6 | 14,4 | 11,2  | 9,2  | 12,7 |
| Норма осадков, мм             | 104  | 98   | 78   | 46   | 26   | 6    | 0    | 3    | 16   | 46   | 95    | 117  | 635  |
| Источник: Climate-Data.org    |      |      |      |      |      |      |      |      |      |      |       |      |      |

## История
250 000 до н. э. — первые следы пребывания человека в Сеуте.

### Античность
VII век до н. э. — Город основан финикийскими колонистами и захвачен греками-фокейцами, которые назвали его «Hepta Adelphoi». В 319 году до н. э. Карфаген отвоёвывает город.
В 201 году до н. э. Карфаген терпит поражение в войне и признаёт Нумидийское царство хозяином города. В 47 году до н. э. город переходит во владение Мавретании.
В 40 году н. э. Калигула присоединяет царство, которое становится римской территорией и частью провинции Мавретании Тингитаны. Северная Африка и город Сеута в 429 году оказывается во власти вандалов.
В 534 году византийский полководец Велизарий отвоёвывает город, который оставался в составе Византийской империи до 709 года.

### Средние века
В 709 году город попадает в руки мусульман (Юлиан)
В 788 году захвачен эмиратом Идрисидов.
В 931 году Сеута под властью Кордовского Халифата.
В 1026—1061 годах Малага (тайфа)
В 1061—1084 Тайфа
В 1084 году Юсуф ибн Ташуфин устанавливает династию альморавидов (1084—1147)
B 1147—1232 годах под властью Альмохады
В 1232—1233 годах Мурсия (тайфа)
В 1233—1236 годах Тайфа
B 1236—1242 годах Мариниды
B 1242—1249 годах Хафсиды
В 1249—1305 Тайфа
B 1305—1309 годах Гранадский эмират
- В 1309 году город захвачен Фесским королевством при поддержке Арагона.

В 1309—1310 годах Мариниды
B 1310—1314 годах Тайфа
B 1314—1315 годах Мариниды
B 1315—1327 годах Тайфа
B 1327—1384 годах Мариниды
B 1384—1386 годах Гранадский эмират
B 1386—1415 годах Мариниды

### Новое время
21 августа 1415 года португальский король Жуан I со своими сыновьями Доном Дуарти, Доном Педру и Доном Энрики высадился на побережье Сан-Амаро и захватил город. Педру ди Менезиш стал первым губернатором и Капитан-генералом города. Алькасовашский (1479 год) и Тордесильясский договоры (1494 год) признали власть Португалии над Сеутой.
- После смерти короля Себастьяна в 1580 году Португальское королевство стало частью испанской монархии на период Иберийской унии.
- 1640 году Сеута не последовала Португалии в её сецессии, предпочитая оставаться под властью Филиппа IV.

В 1668 году Португалия признала власть Испании над городом.
В 1694—1727 годах испанская Сеута успешно, но не без трудностей переживает тридцатитрёхлетнюю марроканскую осаду, ставшую рекордной по достоверно подтверждённой продолжительности в официальной историографии человечества.

### Современность
- 1956 год — независимость Марокко, которому были переданы сектор Тарфая и Испанское Марокко, однако Сеута и Мелилья, не считавшиеся колониями, а также территория Ифни, остались за Испанией. Проводимая в дальнейшем деколонизация привела к передаче Марокко в 1969 города Ифни.
- 1986 год — Испания входит в ЕЭС.
- 1995 год — промульгация Статута об автономии.

## Население
В Сеуте проживает 84 519 жителей (1.01.2016). Помимо испанцев, в городе живут арабы, китайцы, индийцы и евреи.
| 65 264 | ↗ 67 615 | ↗ 71 505 | ↗ 83 517 | ↗ 84 363 | ↗ 84 519 |

### Языки
Официальным языком является испанский. Магрибское население также пользуется арабским языком.
В 1415 году португальские войска штурмом берут Сеуту. В ходе конфликта арабоязычное население города погибло или бежало в ходе боёв. Место арабов занимает португальский гарнизон. После успешно отбитой осады 1419 года здесь появляется и гражданское португальское население, состоявшее поначалу из португальских чиновников с семьями, затем крупных и мелких торговцев и разного рода ремесленников из Португалии и других регионов северного Средиземноморья. В городе распространяется португальский язык, ставший официальным. Иберийская уния, созданная в 1580 году по инициативе Испании и расторгнутая Португалией в 1640 году, не привела к смене языка делопроизводства. Им по-прежнему оставался португальский, однако при этом в городе распространились происпанские политические настроения. В результате, Сеута, как и другие североафриканские города, не вернулись в состав Португалии после распада унии. Несмотря на это, городские власти сохранили ряд португальских регалий и символов. В 1694 году марокканский султан при поддержке англичан и голландцев начинает самую длительную осаду не только в истории города, но и в мировой истории. В 1704 году британцы отнимают у Испании Гибралтар, из которого осаждённое гражданское население Сеуты получало провизию. Как следствие голода и лишений усилившейся осады, большинство старых португалоязычных семей из числа гражданских жителей Сеуты постепенно перебирается в Кастилию. После окончательного снятия осады в 1727 году обезлюдевший город был фактически заново заселён кастильскими военными и их семьями, к которым в XIX веке добавилась новая волна переселенцев из Андалусии. Таким образом, в ходе осады португальский язык вышел из употребления, a на смену ему пришёл испанский.

## Правительство и администрация
Испанская Конституция 1978 года установила в пятом переходном положении:
«Города Сеута и Мелилья могут образовать автономные сообщества, если их муниципальные советы примут соответствующее решение абсолютным большинством голосов своих членов и если это решение будет одобрено Генеральными Кортесами органическим законом, в порядке, установленном в статье 144».
Сеута получила наименование Автономный город Сеута сразу после принятия её Статута об автономии, который является органическим законом 1/95, опубликованным в «Официальном бюллетене государства» (исп. Boletín Oficial del Estado) 14 марта 1995 года и вошедшим в силу на следующий день после опубликования.
С конца 2005 года разрабатывается реформа Статута об автономии, в котором, помимо получения большей компетенции, Автономный город Сеута будет официально именоваться автономным сообществом.

## Достопримечательности
В центре города можно встретить следующие достопримечательности:
- Собор Вознесения Девы Марии. Построен на месте христианской церкви VI века. В 1930 годы в соборе расположился временный военно-полевой госпиталь. Последняя реконструкция завершена в 1949 году.
- Королевские стены.
- Святилище и церковь Святой Марии Африканской (XV век).
- Муниципальный дворец (1926).
- Церковь Св. Франциска.
- Морской парк Средиземноморья.
- Арабские бани.
- Гран казино.
- Синагога Бет-Эль.
- Эдифисио Трухильо.
- Дом драконов.
- Морская деревня.
- Монумент павшим в Африканской войне. Находится на площади Африки (исп. Plaza de África). Высота — 13,5 метров, на нижней части примечателен бронзовый барельеф, созданный скульптором Сусино. Рядом находится склеп.
- Площадь полковника Руиса (исп. Plaza del Teniente Ruiz) расположена на Калье Реаль (Королевская улица). Названа в честь Хасинто Руиса Мендосы, одного из героев войны за независимость.

Другие достопримечательности, находящиеся на окраине:
- Крепость Монте-Ачо. Находится на одноимённой горе, первые укрепления были построены византийцами и объединены в единую оборонительную систему в эпоху Омейядов. Нынешний вид крепость обрела в XVIII—XIX вв.
- Стены Беримеринов.
- Мечеть Сиди-Эмбарек.

### Музеи
- Городской музей Сеуты. Здание построено в 1900 году. В здании находится Институт научных исследований Сеуты, два зала с временными экспозициями и пять с постоянными.
- Военный музей Легиона.
- Музей регулярной армии.
- Музей порта Сеуты.
- Музей собора.

## Праздники
- 13 июня: День паломничества святого Антония Падуанского.
- 5 августа: День Покровительницы города (исп. Virgen de África).
- 2 сентября: День Автономного Города Сеуты.
- 10 октября: День Покровителя города (Св. Даниила).
- 1 ноября: День Рюкзака (исп. La Mochila)[5].

## Известные личности
- Исторические персонажи:
  - Ал-Идриси. Картограф и географ XII века.
  - Франсиско Антонио Гарсия Карраско. Губернатор Чили в XIX веке.
  - Хасинто Руис и Мендоса. Герой войны за независимость 1808—1814 гг.
  - Антонио Доррегарай. Карлистский военный XIX века.
  - Антонио Эскобар. Испанский генерал XX века, расстрелян по приказу Франко.
  - Беатриса да Сильва Менезес (1424—1492) — католическая святая.
- Футболисты:
  - Альфонсо Мурубе. Футболист клуба Сеута Спорт с 1933 года. Футбольный стадион города назван в его честь. Погиб на фронте в Аранхуэсе во время гражданской войны.
  - Мигели (Migueli).
  - Мухаммед Али Амар «Найим» (Mohammed Alí Amar «Nayim»).
  - Пирри (Pirri).
- Африка де лас Эрас Гавилан — советская разведчица, полковник.

## Города-побратимы
- Ачи-Катена (Сицилия, Италия)
- Кадис (Андалусия, Испания)
- Ронда, Испания (2014)[6]